# 醫療必要性
醫療必要性（英語：Medical necessity）是一項美國的法律原則，是根據循證醫學的臨床護理標準而進行的合理、必要、和/或是適當的活動。相對的，不必要的醫療照顧就欠缺這樣的合理性。
其他國家可能也有這種醫學理論或法律原則，涵蓋大致相似的領域。臨床醫療必要性（clinical medical necessity）也可用來表達同樣的事。

## 醫療必要性的施行

### 聯邦醫療保險
聯邦醫療保險（Medicare）會為各種“合理且必要”或是“適當”的醫療項目和服務支付費用。除非另有法定的付款授權，否則Medicare只能為“在診斷，或是為疾病或傷害作治療，或是為畸形身體改善功能方面所做合理，且是必要的項目和服務”給予支付。
Medicare有許多政策來描述覆蓋的標準，包括國家覆蓋範圍核定標準（NCDs）和地區覆蓋範圍核定標準（Local Coverage Determinations，LCD），（LCD以前稱為地區醫療審查政策Local Medical Review Policy，LMRP）。
在少數案例，Medicare會根據實際情況去逐案決定所用的治療方法可否受到覆蓋。縱然說一項治療服務是“合理且必要的”，但如果提供的頻率超過Medicare所允許，報銷仍可能會受到限制。

### 患者保護與平價醫療法案
患者保護與平價醫療法案（PPACA，或稱ACA）在2010年被歐巴馬總統簽署成為法律。這項法律僅提起醫療必要性，並責成美國衛生及公共服務部（HHS）部長嚴密注意決定所謂必要性的決定過程，由於美國缺乏統一性的私人以及政府醫療保險計劃，而且聯邦和各州法律/規定又涉入其中，就醫療必要性的決定就可能是一個挑戰。有醫事人員撰寫文章，提請患者，以及醫療衛生提供者，要注意保險計劃的條件，有必要時，要申請事先授權，如果被拒絕，還有申訴的權利和程序可利用，但是申訴也不一定會成功。

## 特殊實例

### 大麻醫療用途
把大麻（cannabis，也稱marijuana）用於醫療是一個值得注意的“醫療必要性”案例。大麻是一種植物，其活性成分被廣泛報導，能有效地控制患者各種疾病（通常是與周邊神經病變相關）產生的疼痛 ，而普通的鎮痛藥對於這種類型的疼痛沒太大的作用。但是，大麻屬於《管制藥物法案》中禁藥法案附表 I 中的品項，它是非法的，是政府，警察和緝毒單位要打擊的對象：在某些州，擁有大麻，甚至是做非醫療目的，也會被除罪，而在其他州，擁有大麻則屬重罪。在這種情況下，如果患者認為大麻對他們有益，而他們因為使用或種植/生產與大麻相關物質而遭受指控，就可使用醫療必要性為自己辯護。
在一些醫用大麻的案例中，患者的醫生願意向法院陳述，說明根據患者的病情，這種藥物有其需要，因此法院不應干涉。但是美國最高法院在著名的美國政府訴奧克蘭大麻買家合作社案中，直接駁回這種辯護，法院裁定禁藥不得在醫療必要性方面有例外，聯邦政府可自由運用警方突襲，逮捕、起訴、和監禁使用醫用大麻的患者，無論這種藥物是否對他們至關重要。另一方面，在Gonzales訴Raich案中，美國聯邦第九巡迴上訴法院告訴遭受極度痛苦的患者，他們不能依靠州法律的允許，把大麻用於醫療之用，但是如果被捕之後，他們可運用醫療必要性的理由來作辯護。
在馬里蘭州，前州長羅伯特·埃里希簽署一項法案（法案於2003年成為法律），允許患者在該州，可用醫療必要性為使用大麻作辯護。這些使用者的最高罰款不得超過100美元。但是由於聯邦法律對於使用大麻的醫療必要性並未承認，因此這項法律並不能阻止聯邦對患者的起訴。
目前已有某些FDA核准讓合成大麻素包括在醫療保險覆蓋的藥品名單之中。

## 註記
1. ↑  For more information, see the Centers for Medicare & Medicaid Services （页面存档备份，存于） website.
2. ↑  For more information, see 醫療必要合格證書（英语：Certificate of medical necessity）
GoTelecare: Medical Billing （页面存档备份，存于）.

## 外部連結
- Your Medicare Coverage （页面存档备份，存于） from medicare.gov
- Medicare Coverage Database （页面存档备份，存于） which includes NCDs, LMRP/LCDs, as well as NCAs & CALs, from cms.hhs.gov
- Physician Fee Schedule lookup at cms.hhs.gov
- Defining Medical Necessity Under the Patient Protection and Affordable Care Act （页面存档备份，存于） at academia.edu., by Daniel R. Skinner, published in the journal Public Administration Review (2013).
- Charles Martin, "Medical Use of Cannabis in Australia: 'Medical necessity' defences under current Australian law and avenues for reform" (2014) 21(4) Journal of Law and Medicine 875.
- Florida's Medical Necessity Defense, Reconsidered （页面存档备份，存于） by Miami attorney Jared H. Beck